# Помилка часу (фільм)
«Помилка часу» (англ. Time Lapse, дослівно «Уповільнена кінозйомка») — американський гостросюжетний фантастичний фільм режисера Бредлі Д. Кінґа, що вийшов 2014 року. У головних ролях Даніель Панабейкер, Метт О'Лірі, Джордж Фінн.
Вперше фільм продемонстрували 19 квітня 2014 року у Бельгії на Брюссельському міжнародному кінофестивалі фантастичних фільмів, а в Україні у широкому кінопрокаті показ фільму запланований на 3 березня 2016 року.

## Сюжет
Фінн і його дівчина Келлі живуть в одній квартирі разом з найкращим другом Джаспером у житловому комплексі, де він працює менеджером. Містер Бі, один із винаймачів квартири, не сплачував орендної плати вже два місяці, тому Келлі вирішила зайти до нього. Коли вона прийшла провідати Містера Бі, то побачила у його кімнаті дивну машину. Виявляється, вона робить знімки їхньої з друзями квартири, на яких зображено те, що відбудеться наступної доби. Друзі вирішують використати знання майбутнього собі на користь: Фінн — знайти чудові ідеї для картин, Джаспер — знати, хто переможе на перегонах, а Келлі просто рада за хлопців. Проте згодом кожен наступний знімок починає лякати друзів.

## У ролях
| Актор              | Персонаж    | Роль                      |
| ------------------ | ----------- | ------------------------- |
| Даніель Панабейкер | Келлі       | дівчина Фінна             |
| Метт О'Лірі        | Фінн        | менеджер, хлопець Келлі   |
| Джордж Фінн        | Джаспер     | найкращий дург Фінна      |
| Амін Джозеф        | Великий Джо | охоронець                 |
| Джейсон Спайсек    | Айвен       | букмекер                  |
| Девід Фіджліолі    | Маркус      | головоріз Айвена          |
| Шерон Моен         | Гайдекер    | доктор, колега Містера Бі |
| Джон Ріс-Девіс     | Містер Бі   | старший винаймач квартири |

## Знімальна група
- Кінорежисер — Бредлі Д. Кінґ
- Сценаристи — Бредлі Д. Кінґ і БіПі Купер
- Кінопродюсери — БіПі Купер і Рік Монтґомері
- Композитор — Ендрю Кайзер
- Кінооператор — Джонатан Венстрап
- Кіномонтаж — Том Кросс
- Підбір акторів — Джордан Басс і Лорен Басс
- Художник-постановник — Трейсі Гейс
- Артдиректори — Каз Ямаґучі
- Художник по костюмах — Мішка Трахтенберг[5].

## Сприйняття

### Оцінки
Фільм отримав здебільшого схвальні відгуки: Rotten Tomatoes дав оцінку 71 % на основі 14 відгуків від критиків (середня оцінка 5,9/10) і 65 % від глядачів зі середньою оцінкою 3,6/5 (2 864 голоси). Загалом на сайті фільми має схвальний рейтинг, фільму зарахований «стиглий помідор» від кінокритиків і «попкорн» від глядачів, Internet Movie Database — 6,4/10 (23 290 голосів), Metacritic — 50/100 (5 відгуків критиків) і 6,8/10 від глядачів (25 голосів). Загалом на цьому ресурсі від критиків фільм отримав змішані відгуки, а від глядачів — схвальні.

### Нагороди та номінації
Стрічка отримала 23 номінації, з яких перемогла у 18-ти
| Деякі нагороди і номінації фільму «Помилка часу» | Деякі нагороди і номінації фільму «Помилка часу» | Деякі нагороди і номінації фільму «Помилка часу» | Деякі нагороди і номінації фільму «Помилка часу» | Деякі нагороди і номінації фільму «Помилка часу» | Деякі нагороди і номінації фільму «Помилка часу» |
| Рік                                              | Кінопремія / Кінофестиваль                       | Категорія / Нагорода                             | Номінант                                         | Результат                                        | Дж                                               |
| ------------------------------------------------ | ------------------------------------------------ | ------------------------------------------------ | ------------------------------------------------ | ------------------------------------------------ | ------------------------------------------------ |
| 2014                                             | Лондонський фестиваль незалежного кіно           | Найкращий фільм (іноземний)                      | Бредлі Д. Кінґ, БіПі Купер                       | Перемога                                         | [ 10 ]                                           |
| 2014                                             | Лондонський фестиваль незалежного кіно           | Найкращий актор / акторка                        | Даніель Панабейкер                               | Перемога                                         | [ 10 ]                                           |

### Виноски
1. 1 2  Time Lapse: Release Info (англ.). Internet Movie Database. Процитовано 26 лютого 2016.
2. 1 2  Помилка часу. Kino-teatr.ua. Архів оригіналу за 11 березня 2016. Процитовано 26 лютого 2016.
3. ↑  Помилка часу. Каскад Україна. Архів оригіналу за 26 лютого 2016. Процитовано 26 лютого 2016.
4. ↑  Дарія Сєчкова (3 березня 2016). Побачення із Зеленським та двері в світ мертвих - кінопрем'єри 3 березня. Gazeta.ua. Архів оригіналу за 4 березня 2016. Процитовано 4 березня 2016.
5. ↑  Time Lapse: Full Cast & Crew (англ.). Internet Movie Database. Процитовано 26 лютого 2016.
6. ↑  Time Lapse (англ.). Rotten Tomatoes. Архів оригіналу за 2 березня 2016. Процитовано 26 лютого 2016.
7. ↑  Time Lapse (англ.). Internet Movie Database. Архів оригіналу за 25 лютого 2016. Процитовано 26 лютого 2016.
8. ↑  Time Lapse (англ.). Metacritic. Архів оригіналу за 9 січня 2018. Процитовано 26 лютого 2016.
9. ↑  Time Lapse: Awards (англ.). Internet Movie Database. Архів оригіналу за 8 січня 2015. Процитовано 26 лютого 2016.
10. ↑  Cristina Cocco (22 квітня 2014). London Independent Film Festival 2014 (англ.). Moviez Magazine. Архів оригіналу за 20 листопада 2015. Процитовано 26 лютого 2016.